# Tachidiidae
Tachidiidae é uma família de crustáceos da ordem Harpacticoida.